# Usokae
Usokae est une fête japonaise qui a lieu le 7 janvier (« échange de bouvreuils » [dazaifu]).
C'est une parade qui ressemble à celle de Dezomeshiki (« la parade du Nouvel An ») qui a lieu, elle, le sixième jour du mois de janvier.